# Сас, Андрес
Андрес Сас (исп. Andrés Sas, собственно Андре Сас Оршассаль, фр. André Sas Orchassal; 6 апреля 1900 года, Париж — 25 июля 1967 года, Лима) — перуанский композитор и музыкальный педагог франко-бельгийского происхождения.
Отец музыканта был родом из Андерлехта, и семья вскоре туда переселилась. Андре Сас начал заниматься музыкой в местной музыкальной школе, одновременно изучая химию. Затем он решил полностью посвятить себя музыке и в 1920 г. поступил в Брюссельскую консерваторию, где его учителями были Альфред Маршо (скрипка), Поль Мири (камерный ансамбль), Эрнест Клоссон (история музыки). Окончив курс в 1923 г., Сас играл на скрипке в одном из брюссельских оркестров и начал преподавать в музыкальной школе одного из брюссельских предместий.
Жизнь Саса круто переменилась в 1924 году, когда он был приглашён представителями правительства Перу занять место преподавателя в ведущем музыкально-педагогическом учреждении Лимы — Национальной академии музыки Альседо. Покинув Европу, Сас появлялся в ней в дальнейшем лишь эпизодически, проведя в Перу всю оставшуюся жизнь. Его первоначальный педагогический контракт был рассчитан на три года, после чего Сас покинул Академию (в дальнейшем он на один учебный год, 1950/1951, возглавил это учреждение, переименованное к тому времени в Национальную консерваторию). В 1929 г. он женился на перуанской пианистке Лили Росай, и вместе они основали собственную музыкальную школу, которая действовала до 1965 года. В общей сложности воспитанниками школы Саса и Росай стали 1285 человек, в том числе несколько крупных музыкантов страны (например, композитор Эдгар Валькарсель).
Андрес Сас изучал в Перу музыкальный фольклор индейцев и музыкальное наследие испанского колониализма. Это оказало влияние на всё его музыкальное творчество: основные произведения Саса — Перуанская рапсодия для скрипки с оркестром, «Песни и танцы Перу» и Перуанская сюита для фортепиано и т. п.
Имя Саса носит Музыкальный исследовательский центр Национальной библиотеки Перу.